# Hermann Fischer (Attentäter)
Hermann Willibald Fischer (* 6. Februar 1896 in Florenz; † 17. Juli 1922 auf Burg Saaleck) war ein deutscher Maschinenbauingenieur. Er war Mitglied der rechtsextremen Terrororganisation Organisation Consul (OC) und einer der Attentäter, die am 24. Juni 1922 den damaligen Reichsaußenminister Walther Rathenau ermordeten.

## Leben
Der Sohn des Bildhauers und Professors in Dresden, Bruno Fischer, nahm als Kriegsfreiwilliger am Ersten Weltkrieg teil. Zuletzt war Fischer Kompanieführer im Range eines Leutnants. Er nahm nach Kriegsende ein Studium des Maschinenbaus in Chemnitz auf, das er im März 1922 erfolgreich abschloss. Zugleich unterbrach er, zuerst anlässlich der Chemnitzer Lebensmittelunruhen im August 1919, sein Studium immer wieder, um sich verschiedenen Freikorps anzuschließen. So nahm er als Angehöriger der Marine-Brigade Ehrhardt am Kapp-Putsch teil und kämpfte im Frühsommer 1921 mit dem Oberschlesischen Selbstschutz. Er war Mitglied verschiedener rechtsextremer Organisationen, darunter des Deutschvölkischen Schutz- und Trutzbundes.
Wann sich Fischer der Organisation Consul anschloss, ist nicht genau bekannt. Als wahrscheinlich gilt, dass der Kontakt über seine Mitgliedschaft in der Brigade Ehrhardt zustande kam. Ernst von Salomon zufolge leitete Fischer die Aktionen der Organisation Consul in Sachsen. So habe er eine Waffenschiebung zu den Sudetendeutschen in der Tschechoslowakei vorbereitet. Fischer kam anlässlich der Befreiung des verurteilten Kriegsverbrechers Ludwig Dithmar aus der Strafanstalt Naumburg/Saale mit seinem späteren Mitattentäter Erwin Kern zusammen. Gemeinsam mit Kern und Salomon bildete Fischer eine Terrorzelle der Organisation Consul, ein Spreng- und Mordkommando, das unter der Leitung Karl Tillessens stand. Nach Aussagen Hamburger OC-Männer war diese Zelle auch verantwortlich für einen nie aufgeklärten Mord an dem jüdischen Händler Sina Aronsfrau in Mannheim, der im Mai 1922 erschossen aufgefunden wurde.
Beim Attentat auf Rathenau saß Fischer mit Kern im Fonds eines von Ernst Werner Techow gesteuerten Wagens. Die Attentäter überholten den vor ihnen fahrenden Wagen des Außenministers im Berliner Grunewald. Während Kern aus einer Maschinenpistole auf Rathenau schoss, warf Fischer eine Handgranate in den Wagen.

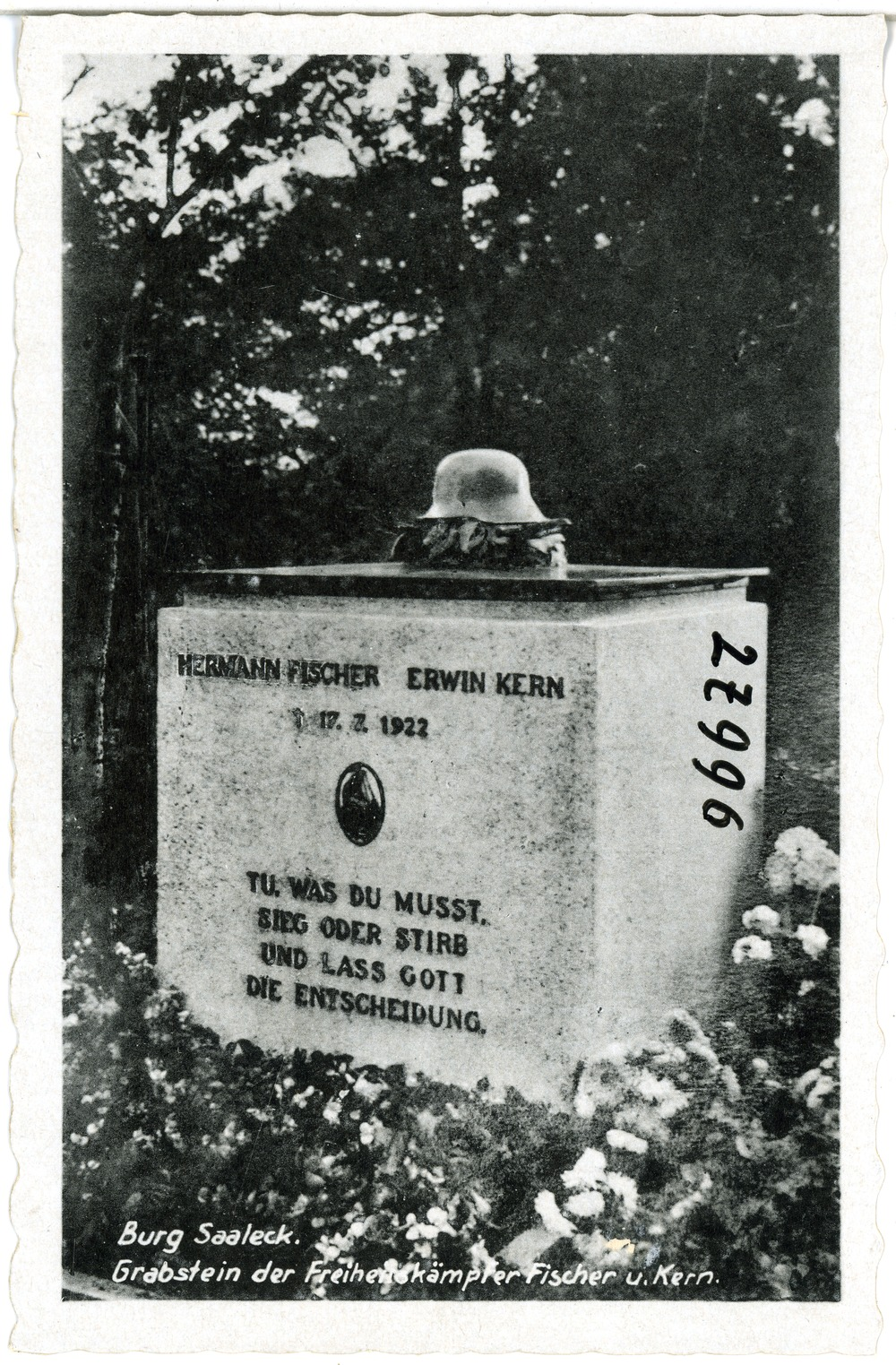
Heute nicht mehr existierender Gedenkstein auf Burg Saaleck, 1943

Nach dem Attentat gelang Kern und Fischer zunächst die Flucht, die sie schließlich auf die Burg Saaleck führte. Während der Schlossherr, das OC-Mitglied Hans Wilhelm Stein, nach München fuhr, um die weitere Flucht vorzubereiten, entdeckten zwei Reisende von der gegenüber liegenden Rudelsburg aus am 16. Juli 1922 Licht auf der Burg Saaleck, obwohl sich der Burgherr wegen seiner Reise abgemeldet hatte. Zwei Kriminalbeamte stellten Fischer und Kern am Morgen des 17. Juli. Als Fischer auf einen der Beamten anlegte, eröffnete dieser das Feuer. Kern wurde sofort tödlich getroffen. Fischer trug ihn noch auf ein Bett, bevor er sich selbst erschoss.
In der Zeit des Nationalsozialismus wurden die Rathenaumörder als Helden verehrt. Der Stahlhelm, Bund der Frontsoldaten, Hermann Ehrhardt, Vertreter der SA und SS weihten am 17. Juli 1933 eine Gedenktafel am Bergfried der Burg ein. Am 29. Oktober 1933 wurde auf dem Friedhof Saaleck in Anwesenheit von Ernst Werner Techow, Heinrich Tillessen, Hanns Hustert und Ludwig Dithmar ein Gedenkstein errichtet, der 2000 abtransportiert und zerstört wurde. 1936 wurde am Eingang des Gebäudes der Staatlichen Akademie für Technik Chemnitz eine Gedenktafel für Hermann Fischer eingeweiht. Diese wurde nach 1945 entfernt und der Verbleib dieser Tafel ist unklar.
Noch im Jahr 2000 schrieb die Junge Freiheit über Rathenaus Mörder, dass „[d]eren patriotische Motive […] als ehrenwert anerkannt werden“ dürften.